# Rajon Ungheni
Der Rajon Ungheni ist ein Rajon in der Republik Moldau. Die Rajonshauptstadt ist Ungheni.

## Geographie
Der Rajon liegt im Westen des Landes an der Grenze zu Rumänien, die entlang des Flusses Pruth verläuft. Im Rajon befindet sich mit dem 430 m hohen Dealul Bălănești die höchste Erhebung Moldaus.
Neben der Hauptstadt besteht der Rajon Ungheni aus der Stadt Cornești und den Gemeinden Agronomovca, Alexeevca, Boghenii Noi, Buciumeni, Bumbăta, Bușila, Cetireni, Chirileni, Cioropcani, Condrătești, s.Cornești, Cornova, Costuleni, Florițoaia Veche, Hîrcești, Măcărești, Măgurele, Mănoilești, Morenii Noi, Năpădeni, Negurenii Vechi, Petrești, Pîrlița, Rădenii Vechi, Sculeni, Sinești, Teșcureni, Todirești, Unțești, Valea Mare und Zagarancea.
Die Nachbarbezirke von Ungheni sind Călărași, Fălești, Nisporeni, Sîngerei und Telenești.

## Geschichte
Der Rajon Ungheni besteht seit 2003. Bis Februar 2003 gehörte das Gebiet gemeinsam mit den heutigen Rajons Călărași und Nisporeni zum inzwischen aufgelösten Kreis Ungheni (Județul Ungheni).

## Bevölkerung

### Bevölkerungsentwicklung
1959 lebten im Gebiet des heutigen Rajons 86.741 Menschen. In den darauf folgenden Jahrzehnten stieg die Zahl der Einwohner kontinuierlich an: von 104.545 im Jahr 1970 über 110.264 im Jahr 1979 bis zu 117.364 im Jahr 1989. Bis 2004 sank wie in ganz Moldau die Bevölkerungszahl des Rajons, die in jenem Jahr 110.545 betrug. 2014 lag sie bei 101.064.

### Volksgruppen
Laut der Volkszählung 2004 stellen die Moldauer mit 88,5 % die anteilsmäßig größte Volksgruppe im Rajon Ungheni, gefolgt von den Ukrainern mit 7,0 %, den Russen mit 2,5 % und den Rumänen mit 1,5 %. Kleinere Minderheiten bilden die Gagausen und Bulgaren mit jeweils 0,1 %.